# Карчовська сільська рада
Карчовська сільська́ ра́да (біл. Карчоўскі сельсавет) — колишня адміністративно-територіальна одиниця у складі Барановицького району Берестейської області Білорусі. Адміністративним центром сільської ради було село Карчово.

## Історія
Сільська рада ліквідована рішенням Берестейської обласної ради від 26 червня 2013 року шляхом включення її населених пунктів та земель до складу Городищенської сільської ради.

## Склад ради
Населені пункти, що підпорядковувалися сільській раді станом на 2009 рік:
| Населений пункт | Тип    | Населення, осіб (2009) |
| --------------- | ------ | ---------------------- |
| Битковщина      | село   | 13                     |
| Визорок         | село   | 29                     |
| Висадовичі      | село   | 13                     |
| Гречихи         | село   | 44                     |
| Карчово         | село   | 360                    |
| Кутовщина       | село   | 13                     |
| Митропольщина   | село   | 7                      |
| Олізаровщина    | село   | 6                      |
| Пенчин          | село   | 28                     |
| Переволока      | село   | 26                     |
| Рудаші          | село   | 9                      |
| Скробово        | село   | 218                    |
| Советський      | селище | 221                    |
| Трацевичі       | село   | 69                     |

## Населення
За переписом населення Білорусі 2009 року чисельність населення сільської ради становило 1056 осіб.

### Національність
Розподіл населення за рідною національністю за даними перепису 2009 року:
| Національність | Осіб | Відсоток |
| -------------- | ---- | -------- |
| білоруси       | 1003 | 94,98 %  |
| росіяни        | 30   | 2,84 %   |
| поляки         | 18   | 1,70 %   |
| українці       | 3    | 0,28 %   |
| чуваші         | 1    | 0,09 %   |
| фіни           | 1    | 0,09 %   |
| Разом          | 1056 | 100 %    |